# AVCEN Jetpod
Die AVCEN Jetpod war ein achtsitziges, zweimotoriges STOL-Flugzeug des britischen Herstellers Avcen Limited mit Turbinenantrieb.

## Geschichte
Das Unternehmen wurde am 18. Oktober 1988 als Quickmany Ltd. (später European Air Charter Ltd.) in London von Michael Robert Dacre (* 12. Januar 1956; † 16. August 2009) als Bedarfsflugunternehmen gegründet und 2004 in Avcen Ltd. umbenannt. Die Fertigung des Prototyps fand bei der Avcen Limited Malaysia im Patimas Technology Centre, einem Technologiepark in Bukit Jalil, einem Vorort zwanzig Kilometer südlich von Kuala Lumpur, statt.

## Konstruktion
Der Jetpod wurde als VQ-STOL (Very Quiet - Short Take Off and Landing) Flugzeug entwickelt. Die Länge für die Startstrecke wurde mit 125 Metern angegeben. Erreicht werden sollten diese STOL-Eigenschaften durch eine Kombination von horizontal und vertikal angeordneten Düsen. Als Geschwindigkeit wurden 550 km/h, als Kaufpreis unter 1 Mio. USD angegeben. Der Prototyp startete am 16. August 2009, mit Michael Dacre als Pilot, vom Taiping Airport (ICAO-Code: WMBI) in der Stadt Taiping (Malaysia) ohne Genehmigung der örtlichen Luftfahrtbehörde. Das Flugzeug stieg nach dem Start steil nach oben und kippte in einer Höhe von 200 Metern nach links, stürzte zu Boden und ging in Flammen auf. Michael Dacre verstarb noch an der Unfallstelle und hinterließ eine Frau und zwei Kinder.

## Nutzung
Vorgesehen waren Varianten wie die militärische Version M-300, die M-400 für die Marine und die U-600 als UAV.